# ماتيوس أوريبي
أندريس أوريبي (بالإسبانية: Mateus Uribe) (21 مارس 1991 كولومبيا - ) هو لاعب كرة قدم كولومبي، يلعب كلاعب وسط يلعب في نادي السد القطري.

## وصلات خارجية
أندريس أوريبي على موقع الاتحاد الدولي (مؤرشف)  (الإنجليزية)
- أندريس أوريبي على موقع قاعدة بيانات كرة القدم.إي يو (الإنجليزية)
- أندريس أوريبي على موقع ناشيونال فوتبول تيمز (الإنجليزية)
- أندريس أوريبي على موقع Soccerway.com (الإنجليزية)
- أندريس أوريبي على موقع عالم كرة القدم.نت (الإنجليزية)
- أندريس أوريبي على موقع AS.com (الإسبانية)